# Cynthia González

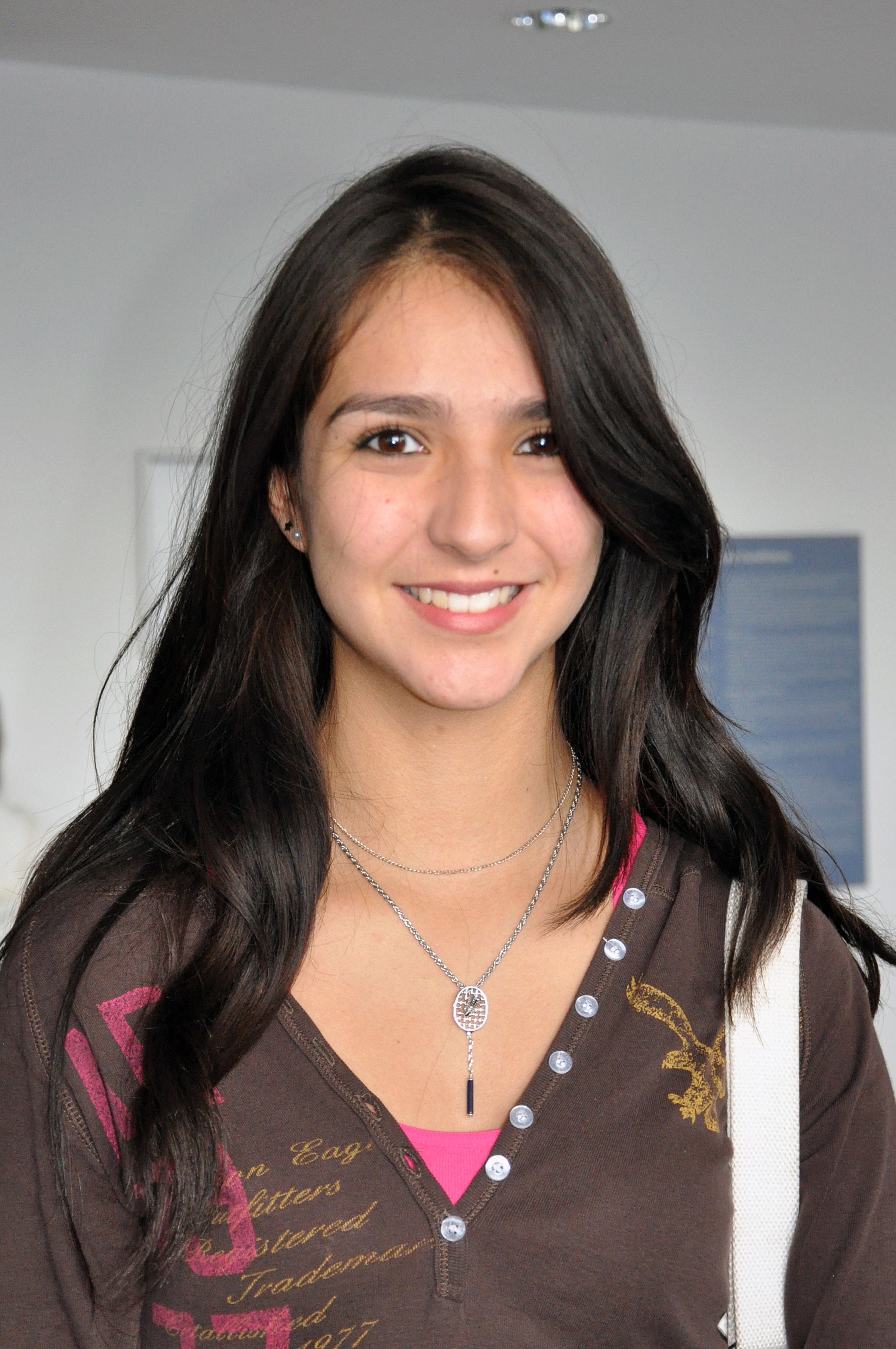
Cynthia González 2011

Cynthia Cecilia González (* 29. Juni 1992) ist eine mexikanische Badmintonspielerin. 

## Karriere
Cynthia González nahm 2010 im Badminton an den Zentralamerika- und Karibikspielen teil. Sie gewann dabei die Damendoppelkonkurrenz mit Victoria Montero und wurde Zweite im Dameneinzel. Mit dem mexikanischen Damenteam gewann sie bei derselben Veranstaltung ebenfalls Gold.

## Sportliche Erfolge
| Saison | Veranstaltung                     | Disziplin       | Platz | Name                                |
| ------ | --------------------------------- | --------------- | ----- | ----------------------------------- |
| 2010   | Mexico International              | Damendoppel     | 1     | Cynthia González / Victoria Montero |
| 2010   | Zentralamerika- und Karibikspiele | Damendoppel     | 1     | Cynthia González / Victoria Montero |
| 2010   | Zentralamerika- und Karibikspiele | Dameneinzel     | 2     | Cynthia González                    |
| 2010   | Zentralamerika- und Karibikspiele | Damenmannschaft | 1     | Mexiko                              |
| 2011   | Mexico International              | Damendoppel     | 2     | Cynthia González / Victoria Montero |
| 2011   | Mexico International              | Mixed           | 2     | Lino Muñoz / Cynthia González       |
| 2014   | Mexico International              | Damendoppel     | 1     | Cynthia González / Mariana Ugalde   |
| 2014   | Mexico International              | Mixed           | 1     | Lino Muñoz / Cynthia González       |